# 勞氏南鰍
勞氏南鰍（學名：Schistura robertsi）為輻鰭魚綱鯉形目條鰍科南鰍屬的其中一種。分布於亞洲馬來半島及普吉島淡水流域，體長可達5.6公分，棲息在礫石底質的河川底層水域，生活習性不明。

## 扩展阅读
維基物種上的相關：勞氏南鰍